# Era seléucida

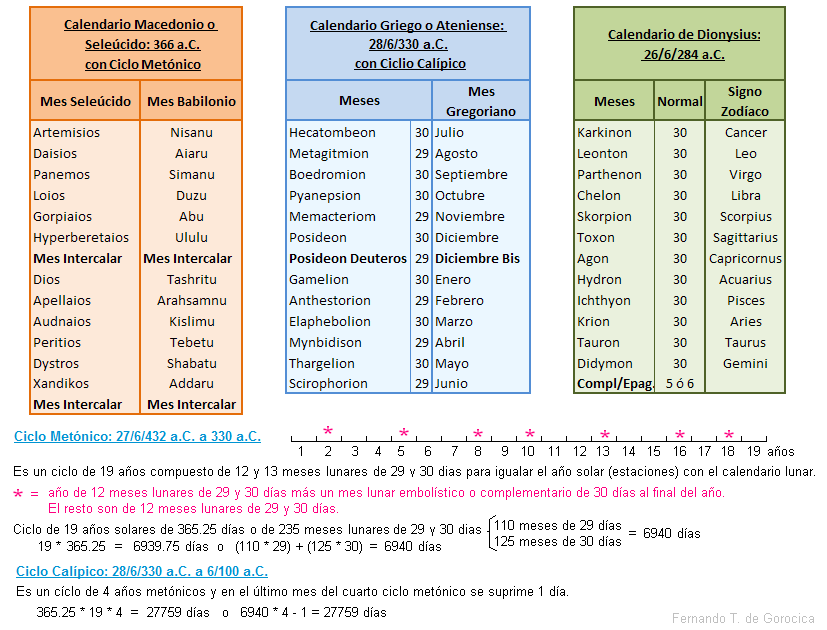
1° tabla es el calendario macedonio o seleúcido, 366 a. C. con ciclo metónico.

La era seléucida o Annus Graecorum (literalmente «año de los griegos» o «año griego»), a veces referida por las siglas «AG» o «ES», era un sistema calendárico usado por el Imperio seléucida y otros países entre las antiguas civilizaciones helenísticas. A veces se le conoce como «el dominio de los seléucidas», o el año de Alejandro. La época data de la reconquista de Seleuco I Nicátor de Babilonia en 312/11 a. C. después de su exilio en el Egipto ptolemaico, considerado por Seleuco y su corte para marcar la fundación del Imperio seléucida. Según la tradición judía, fue durante el sexto año de reinado de Alejandro Magno (lege: posiblemente el hijo pequeño de Alejandro Magno, Alejandro IV de Macedonia) que comenzaron a hacer uso de este recuento. La introducción de la nueva era se menciona en una de las Crónicas de Babilonia, la Crónica de los diádocos.